# Kathleen Lockhart Manning
Kathleen Lockhart Manning (* 24. Oktober 1890 in Hollywood; † 20. März 1951 in Los Angeles) war eine US-amerikanische Komponistin.
Lockhart zeigte bereits früh ihre musikalische Begabung und begann im Alter von fünf Jahren Klavier zu spielen und zu komponieren. Sie unternahm Weltreisen und studierte 1908 bei Moritz Moszkowski Klavier und Komposition. In der Saison 1911/12 trat sie in London mit der Hammerstein Opera Companie auf.
Kurz vor Beginn des Ersten Weltkrieges kehrte sie in die USA zurück. Ihre Heirat mit dem Industriellen Ned Manning machte sie finanziell unabhängig, so dass sie sich ganz der Komposition widmen konnte. Sie komponierte überwiegend Lieder, daneben eine Oper, die – als erste von einer Frau komponierte Oper – von der Metropolitan Opera Company aufgeführt wurde.

## Werke
- Vignettes, Liederzyklus
- Sketches of London, Liederzyklus
- Sketches of New York, Liederzyklus
- Japanese Ghost Songs, Liederzyklus
- Chinese Impressions, Liederzyklus
- Two Sketches of Childhood
- The Tale the Garden Told